# 细尾蛇鮈
细尾蛇鮈（学名：Saurogobio gracilicaudatus）为輻鰭魚綱鯉形目鲤科蛇鮈屬的鱼类，是中国的特有物种。分布于长江中游干支流等。该物种的模式产地在湖北宜昌、光化。體長可達16.8公分。

## 扩展阅读
維基物種上的相關：细尾蛇鮈